# Ульссон, Томас
То́мас Микаэ́ль У́льссон (швед. Thomas Mikael Ohlsson; 20 сентября 1958, Норрчёпинг) — шведский гребец-байдарочник, выступал за сборную Швеции в первой половине 1980-х годов. Участник двух летних Олимпийских игр, серебряный призёр Олимпийских игр в Лос-Анджелесе, чемпион мира, победитель многих регат национального и международного значения.

## Биография
Томас Ульссон родился 20 сентября 1958 года в городе Норрчёпинге, лен Эстергётланд. Активно заниматься греблей начал с раннего детства, проходил подготовку в местном каноэ-клубе под названием Bråvikens.
Первого серьёзного успеха на взрослом международном уровне добился в 1980 году, когда попал в основной состав шведской национальной сборной и отправился на летние Олимпийские игры в Москву — в паре с Йенсом Нурдквистом участвовал в зачёте двухместных экипажей на дистанциях 500 и 1000 метров, в первом случае показал в финале девятый результат, во втором случае добрался только до стадии полуфиналов.
В 1981 году Ульссон побывал на чемпионате мира в английском Ноттингеме, откуда привёз награду серебряного достоинства, выигранную на полукилометровой дистанции в четвёрках. В следующем сезоне на аналогичных соревнованиях в югославском Белграде дважды поднимался на пьедестал почёта: завоевал бронзовую медаль в четвёрках на пятистах метрах и золотую в четвёрках на тысяче метрах.
Благодаря череде удачных выступлений удостоился права защищать честь страны на Олимпийских играх 1984 года в Лос-Анджелесе — в составе четырёхместного экипажа, куда также вошли гребцы Пер-Инге Бенгтссон, Томми Карлс и Ларс-Эрик Муберг, завоевал здесь серебряную медаль на тысяче метрах. Вскоре после этой Олимпиады принял решение завершить карьеру профессионального спортсмена, уступив место в сборной молодым шведским гребцам.
Женат на шведской байдарочнице Эве Карлссон, которая тоже принимала участие в Олимпийских играх 1984 года и тоже выиграла там серебряную медаль.